# Kurische Sprache

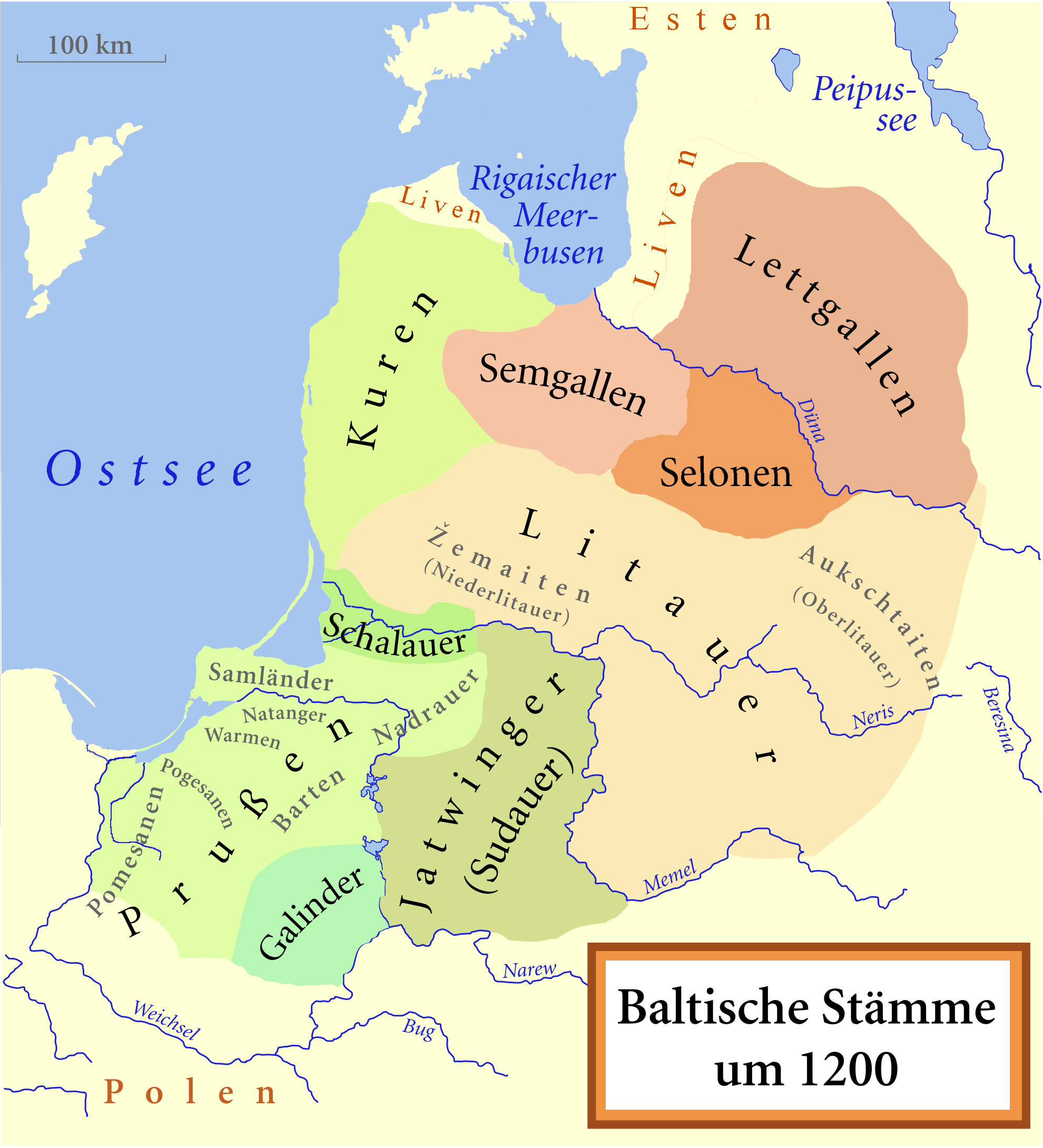
Siedlungsgebiet der historischen Kuren um 1200 in der Umgebung der übrigen baltischen Stammesverbände (westbaltische Stämme in Grüntönen, ostbaltische Stämme in Brauntönen). Das Gebiet gehört heute im Norden zum lettischen Sprachgebiet, Region Kurland, im Süden zum litauischen Sprachgebiet, Westteil der Region Schemaiten/Niederlitauen/Samogitien.

Die kurische Sprache (lettisch kuršu valoda; litauisch kuršių kalba) zählte zu den indogermanischen Sprachen, genauer zu den baltischen Sprachen. Sie wurde ursprünglich in Kurland (West-Lettland) und Samogitien/Schemaiten/Niederlitauen (West-Litauen) von den Kuren gesprochen. Nicht verwechseln sollte man die kurische Sprache mit dem späteren Nehrungskurischen, das eine nahe Verwandtschaft zum Lettischen aufweist. Die eigentliche kurische Sprache wird zum Zweck der Abgrenzung zum Nehrungskurischen auch oft als Altkurisch bezeichnet.
Es ist nicht klar, ob Kurisch zur west- oder ostbaltischen Gruppe der baltischen Sprachen gehört. Nach einer jüngeren, aber nicht unumstrittenen Theorie handelte es sich vormals um eine westbaltische Sprache, die später durch den Einfluss ostbaltischer Sprachen zum ostbaltischen Typus wechselte. Die Sprache starb wahrscheinlich im Laufe des 16. Jahrhunderts aus, hinterließ aber Spuren im Lettischen (Dialekt Kurlands) und Litauischen (Schemaitischer/Niederlitauischer Dialekt). Von der Sprache sind keine schriftlichen Quellen überliefert, sie ist nur durch ein Substrat alter Lehnwörter im Litauischen (besonders im schemaitischen Dialekt) und Lettischen (besonders im westlichen Dialekt Kurlands) und durch eine Schicht geografischer Toponyme in den genannten Regionen begrenzt rekonstruierbar. Aus diesem rekonstruierten Vokabular stammt die mutmaßliche, aber umstrittene Zuordnung zu den westbaltischen Sprachen.

## Sprachbeispiel: Altkurisches (?) Vaterunser
Der Chronist Simon Grunau hinterließ in seiner Preussischen Chronik 1526 ein baltischsprachiges Vaterunser, deren Sprache er als Preußisch (Prußisch) bezeichnete, sich aber von anderen überlieferten altpreußischen Vaterunsers sehr unterschied, möglicherweise durch Irrtümer der Informanten falsch zugeordnet wurde. Im 19. Jahrhundert identifizierte es Adalbert Bezzenberger als wahrscheinlich deutlichen preußischen Dialekt vom westbaltischen Typ, aber schon Rudolf Philippi, Max Perlbach und P. Wagner beobachteten 1876 Ähnlichkeiten einiger Teile zum rekonstruierten Altkurischen. Zuletzt arbeitete Wolfgang P. Schmid 1961 heraus, dass die Sprache dem Altlettischen etwas näher steht als dem Altpreußischen, möglicherweise also Altkurisch vielleicht mit späten, schon lettisch überformten Elementen ist. Der Text lautet:
nossen thewes cur thu es delbas 

sweytz gischer tho wes wardes 

penag munis tholbe mystlastilbi 

tolpes prahes girkade delbeszisne 

tade symmes semmes worsunii 

dodi mommys an nosse igdemas mayse 

unde gaytkas pames mumys nusze noszeginu 

cademes pametam musen prettane kans 

newede munis lawnā padomā 

swalbadi munis nowusse loyne 

Jhesus amen
Zum Sprachvergleich mit den in Wortschatz, Satzbau und Grammatik teilweise deutlich verschiedenen nehrungskurischen, altpreußischen, lettischen, litauischen und jatwingischen Vaterunser siehe Sprachvergleich baltischer und finno-ugrischer Vaterunser.